# Vollenhovia pyrrhoria
Vollenhovia pyrrhoria är en myrart som beskrevs av Wu och Xiao 1989. Vollenhovia pyrrhoria ingår i släktet Vollenhovia och familjen myror. Inga underarter finns listade i Catalogue of Life.